# Wygoda (Wieluń)
Pour les articles homonymes, voir Wygoda.
Wygoda est une localité polonaise de la gmina de Skomlin, située dans le powiat de Wieluń en voïvodie de Łódź.